# Woestijnvalk
De woestijnvalk (Falco concolor) is een middelgrote valk die broedt van Noordoost-Afrika tot Pakistan en overwintert in zuidelijk Afrika. Hij is verwant aan de boomvalken en Eleonora's valk. De wetenschappelijke naam (concolor) verwijst naar het egaal gekleurde verenkleed.

## Kenmerken
De woestijnvalk is een slanke vogel met een lange staart en lange, spitse vleugels. Zijn lengte bedraagt 32 tot 37 cm en zijn spanwijdte 75 tot 88 cm. Het verenkleed van de soort is volledig blauwgrijs. In tegenstelling tot bij veel andere valkensoorten, zijn het mannetje en het vrouwtje vrijwel identiek. Jonge vogels tot 18 maanden zijn duidelijk van volwassen dieren te onderscheiden. Hun voorkant is nog roomkleurig met donkere strepen, ook de wangen zijn licht gekleurd.

## Verspreiding, leefgebied en gedrag
De woestijnvalk broedt op geïsoleerde plaatsen in het woestijngebied van Libië tot Jordanië. Daarnaast komt hij voor aan de kust van het Arabisch Schiereiland, op eilanden in de Perzische Golf en de Rode Zee, zoals de Dahlak-Archipel, en aan de kust van Pakistan. De soort overwintert op Madagaskar en aan de kust van Mozambique.

### Gedrag en leefgebied
Tijdens het broedseizoen leeft de woestijnvalk op steile rotshellingen in bergachtig terrein in de woestijn of op kleine, onbewoonde eilanden. Tijdens het overwinteren geeft de soort de voorkeur aan bosachtig gebied in de buurt van water. Ook het voedselpatroon laat duidelijke verschuivingen zien. Tijdens het zomerseizoen voedt de soort zich vooral met vogels, vaak trekvogels. Soms vogels zo groot als een hop. In continentaal Afrika wordt de voorkeur gegeven aan grote insecten zoals libellen.

### Voortplanting
De broedperiode van de woestijnvalk begint relatief laat, in augustus. Hierdoor is er voor de jonge vogels een groot voedselaanbod, omdat in oktober grote aantallen trekvogels uit Noord-Europa en Azië door de broedgebieden trekken. Het legsel van twee tot drie eieren wordt op een richel of een gat in een klif gelegd en komt na 27 tot 30 dagen uit. Het vrouwtje broedt de eieren uit, terwijl het mannetje voor voedsel zorgt. Na 32 tot 38 dagen verlaten de jongen het nest.

## Status
De grootte van de populatie werd in 2014 door BirdLife International geschat op 15 tot 30 duizend individuen en de populatie-aantallen nemen volgens lokale tellingen aan trekkende valken af. Het vermoeden wordt steeds sterker dat in de overwinteringsgebied habitatverlies optreedt waardoor de broedpopulatie in aantal afnemen. Om deze redenen staat deze soort als kwetsbaar op de Rode Lijst van de IUCN.

## Afbeeldingen

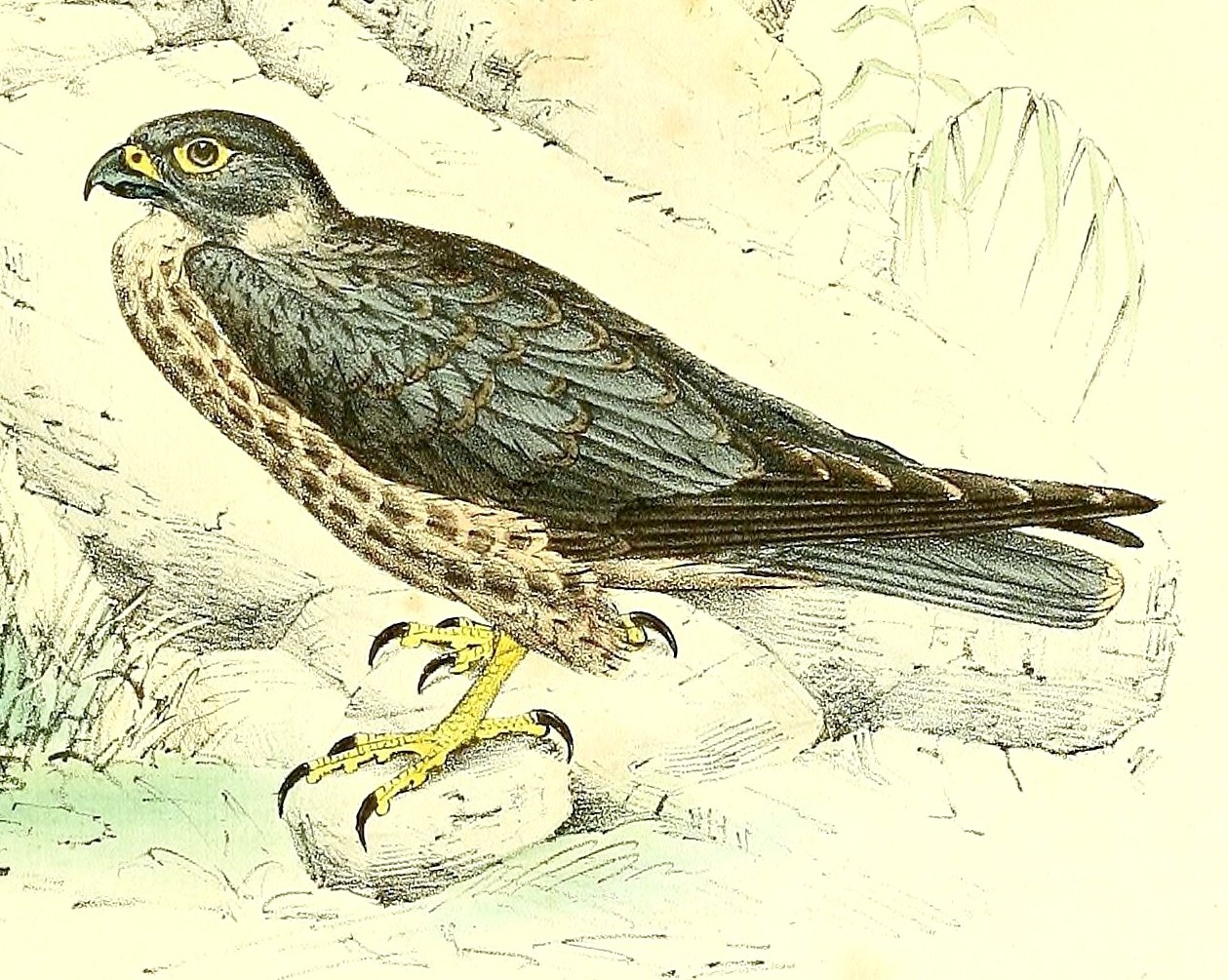
woestijnvalk, juveniel, illustratie van John Gerrard Keulemans
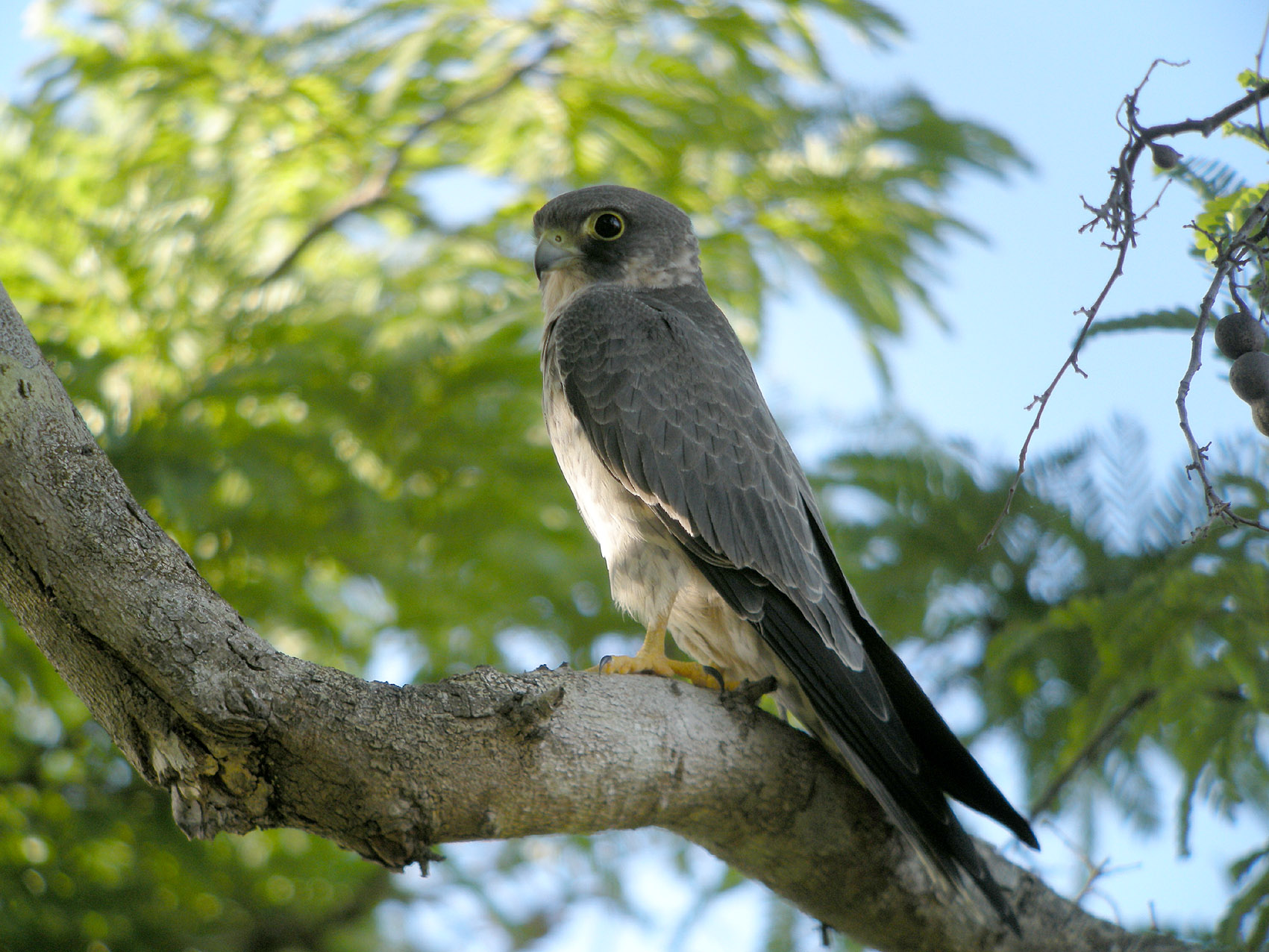
woestijnvalk, juveniel, Allée des baobabs, bij Morondava, Madagaskar